# Fissidens flaccidus
Fissidens flaccidus är en bladmossart som beskrevs av Mitten 1860. Fissidens flaccidus ingår i släktet fickmossor, och familjen Fissidentaceae. Inga underarter finns listade i Catalogue of Life.